# Parigi-Tours 2007
La Parigi-Tours 2007, centounesima edizione della corsa ciclistica e valevole come prova del circuito UCI ProTour 2007, si svolse il 14 ottobre 2007, per un percorso totale di 256 km. Fu vinta dall'italiano Alessandro Petacchi, al traguardo con il tempo di 5h32'37" alla media di 46,179 km/h.
Partenza a Saint-Arnoult-en-Yvelines con 176 corridori di cui 132 portarono a termine il percorso.

## Squadre e corridori partecipanti
| N.      | Cod. | Squadra                      |
| ------- | ---- | ---------------------------- |
| 1-8     | FDJ  | Française des Jeux           |
| 11-18   | CSC  | Team CSC                     |
| 21-28   | C.A  | Crédit Agricole              |
| 31-38   | A2R  | AG2R Prévoyance              |
| 41-48   | GST  | Gerolsteiner                 |
| 51-58   | LAM  | Lampre-Fondital              |
| 61-68   | PRL  | Predictor-Lotto              |
| 71-78   | QSI  | Quick Step-Innergetic        |
| 81-88   | DSC  | Discovery Channel            |
| 91-98   | BTL  | Bouygues Télécom             |
| 101-108 | RAB  | Rabobank                     |
| 111-118 | LAN  | Landbouwkrediet-Tönissteiner |

| N.      | Cod. | Squadra                          |
| ------- | ---- | -------------------------------- |
| 121-128 | COF  | Cofidis, le Crédit par Téléphone |
| 131-138 | SKS  | Skil-Shimano                     |
| 141-148 | MRM  | Team Milram                      |
| 151-158 | LIQ  | Liquigas                         |
| 161-168 | GCE  | Caisse d'Epargne                 |
| 171-178 | EUS  | Euskaltel-Euskadi                |
| 181-188 | JAC  | Chocolade Jacques-Topsport Vl.   |
| 191-198 | AGR  | Agritubel                        |
| 201-208 | SDV  | Saunier Duval-Prodir             |
| 211-218 | BAR  | Barloworld                       |
| 221-228 | WIE  | Team Wiesenhof-Felt              |

## Ordine d'arrivo (Top 10)
| Pos. | Corridore           | Squadra         | Tempo    |
| ---- | ------------------- | --------------- | -------- |
| 1    | Alessandro Petacchi | Milram          | 5h32'37" |
| 2    | Francesco Chicchi   | Liquigas        | s.t.     |
| 3    | Óscar Freire        | Rabobank        | s.t.     |
| 4    | Steven de Jongh     | Quick Step      | s.t.     |
| 5    | Allan Davis         | Discovery Ch.   | s.t.     |
| 6    | Robbie McEwen       | Predictor       | s.t.     |
| 7    | Aljaksandr Usaŭ     | AG2R Prév.      | s.t.     |
| 8    | Thor Hushovd        | Crédit Agricole | s.t.     |
| 9    | Aurélien Clerc      | Bouygues Tél.   | s.t.     |
| 10   | Romain Feillu       | Agritubel       | s.t.     |